# Friedrich (Teschen)
Friedrich von Teschen (tschechisch Fridrich Těšínský, polnisch Fryderyk cieszyński; * um 1480–1483; † 1507) war Herzog von Teschen, Rektor der Universität Wien und Dekan des Breslauer Domkapitels. Er entstammte dem Teschener Zweig der Schlesischen Piasten.

## Leben
Friedrichs Eltern waren Herzog Kasimir II. und Johanna, Tochter des Troppauer Herzogs Viktorin, einem Sohn des böhmischen Königs Georg von Podiebrad. 
Obwohl Friedrich der erstgeborene Sohn war, dem gewöhnlich die Nachfolge des Vaters zustand, wurde er von seinen Eltern für den geistlichen Beruf bestimmt. Mit Unterstützung seines Vaters und weiterer schlesischer Fürsten sollte Friedrich 1501 zum Koadjutor des Breslauer Bischofs Johann Roth mit dem Recht der Nachfolge ernannt werden. Wegen des Widerstands des Breslauer Domkapitels konnte dieser Plan nicht verwirklicht werden. Das von Friedrich angestrebte Amt des Koadjutors erhielt der nicht aus Schlesien stammende Johannes V. Thurzo.
Anschließend studierte Friedrich an der Universität Wien die Rechte. Als fürstlichem Scholar wurde ihm schon bald ehrenhalber eine akademische Würde und 1503 das Amt des Rektors verliehen. Vermutlich mit Unterstützung seines Vaters, der für Friedrich weiterhin ein hohes geistliches Amt anstrebte, erhielt er im Breslauer Domkapitel das Amt des Dekans, für das er 1506 belegt ist. Es ist nicht bekannt, ab wann er sich zu Studienzwecken in Italien aufhielt. Im Juni 1507 starb er während eines Bildungsaufenthaltes in Siena.